# Conférence générale des poids et mesures
Pour les articles homonymes, voir CGPM.
La Conférence générale des poids et mesures (CGPM) est l'organe décisionnel de la Convention du Mètre, chargé de prendre les décisions en matière de métrologie et en particulier en ce qui concerne le Système international d'unités (SI). Comme la Convention du Mètre, elle a été créée en 1875.
La conférence rassemble des délégués des États membres de la Convention du Mètre et États associés. La conférence se réunit à l'heure actuelle tous les quatre ans. La première conférence a eu lieu en 1889, celle de 2022 étant la 27e du nom. La conférence se réunit dans les locaux du Bureau international des poids et mesures (BIPM), au pavillon de Breteuil, à Sèvres (banlieue parisienne).
Lors de chaque conférence générale, les membres s'appuient sur le ou les rapports du Comité international des poids et mesures (CIPM) relatant les travaux accomplis. Ils prennent alors les dispositions adéquates pour l'extension ou l'amélioration du Système international d'unités (SI), ainsi que des dispositions et des recommandations générales concernant la métrologie. Sont également discutées les décisions administratives relatives au fonctionnement du BIPM.

## Réunions de la CGPM et décisions importantes
- 1re (1889) - Sanction des prototypes internationaux du mètre et du kilogramme[1].
- 2e (1897) - (aucune résolution).
- 3e (1901) - Définition du litre comme volume occupé par la masse de 1 kilogramme d'eau pure, à son maximum de densité et sous la pression atmosphérique normale[2] ; affirmation que le terme de poids désigne une force et définition de l'accélération normale de la pesanteur terrestre à 980,665 cm/s2[3].
- 4e (1907) - (aucune résolution) .
- 5e (1913) - (aucune résolution) . La Conférence générale recommande au Comité international d'autoriser le Bureau à organiser, entre les établissements possédant une base d'étalonnage, la circulation, en groupe, de fils d'invar bien déterminés, en vue de permettre la réalisation d'un accord sur la méthode de détermination de ces bases, ainsi que sur le procédé d'emploi des fils[4].
- 6e (1921) - (aucune résolution) ; Convention du Mètre révisée.
- 7e (1927) - Précision sur la définition du mètre par le prototype international[5].
- 8e (1933) - Décisions concernant divers prototypes du mètre et du kilogramme ; institution du Comité consultatif de photométrie[6] ; substitution des unités électriques absolues aux unités dites « internationales »[7] ; réflexion en vue de l'établissement d'un étalon de lumière[8].
- 9e (1948) - Réflexion en vue d'une nouvelle définition du mètre[9] ; instauration du joule comme unité de quantité de chaleur et utilisation du point triple de l'eau comme échelle thermodynamique à un seul point fixe[10] ; définition des symboles des unités en vigueur[11].
- 10e (1954) - Définition de l'échelle thermodynamique de température avec le point triple de l'eau et du kelvin[12] ; définition de l'atmosphère normale[13] ; réflexion en vue d'une nouvelle définition de la seconde[14] ; définition des unités de base du Système international[15].
- 11e (1960) - Réflexion en vue de définir unités et notions utilisées dans le domaine des radiations ionisantes[16] ; nouvelle définition du mètre par un multiple d'une longueur d'onde de la radiation entre deux niveaux excité du krypton 86[17] ; nouvelle définition de la seconde comme fraction de l'année tropique 1900][18] ; définition du Système international d'unités, de ses unités de base, ses unités supplémentaires et ses unités dérivées, ainsi que les multiples (jusqu'à Téra) et sous-multiples (jusqu'à pico) de celles-ci[19] ; myria- est retiré.
- 12e (1964) - Réflexion en vue d'une nouvelle définition de la seconde par des processus atomiques[20] ; nouvelle définition du litre comme étant un décimètre cube exactement[21] ; définition des sous multiples femto et atto[22] ; réflexion en vue de réviser l'échelle internationale pratique de température de 1948[23].
- 13e (1967) - Nouvelle définition de la seconde comme « la durée de 9 192 631 770 périodes de la radiation correspondant à la transition entre les deux niveaux hyperfins de l'état fondamental de l'atome de césium 133 »[24] ; le degré Kelvin devient le kelvin[25] ; redéfinition de la candela[26] ; abandon des unités micron et bougie nouvelle[27].
- 14e (1971) - Réflexion en vue d'obtenir une définition du temps atomique international[28] ; définition de la mole comme « la quantité de matière d'un système contenant autant d'entités élémentaires qu'il y a d'atomes dans 0,012 kilogramme de carbone 12 »[29].
- 15e (1975) - Réflexion en vue d'une nouvelle définition de l'ampère[30] ; approbation de l'échelle internationale pratique de température de 1968 amendée en 1975[31] ; définition du becquerel[32] et du gray[33] comme unité pour les rayonnements ionisants ; adoption des préfixes péta et exa[34].
- 16e (1979) - Redéfinition de la candela comme « l'intensité lumineuse, dans une direction donnée, d'une source qui émet un rayonnement monochromatique de fréquence 540  × 1012 hertz et dont l'intensité énergétique dans cette direction est 1/683 watt par stéradian »[35] ; définition du sievert comme unité d'équivalent de dose[36].
- 17e (1983) - Le mètre redéfini à partir de la vitesse de la lumière[37].
- 18e (1987) - Invitation à adopter des valeurs conventionnelles pour les constantes de Josephson, KJ, et von Klitzing, RK[38] ; directives pour l'adoption d'une nouvelle échelle internationale de température[39].
- 19e (1991) - Adoption des valeurs conventionnelles de la constante de Josephson et de von Klitzing à KJ-90 = 483 597,9 GHz/V et RK-90 = 25 812,807 {\displaystyle \Omega }[40] ; approbation de l'échelle internationale de température de 1990[41] ; adoption des préfixes zetta (Z) pour 1021, yotta (Y) pour 1024, zepto (z) pour 10-21 et yocto (y) pour 10-24 [42].
- 20e (1995) - Recommandation visant à obtenir à terme une nouvelle définition de l'unité de masse fondée sur des constantes fondamentales ou atomiques[43] ; abandon de la classe des unités supplémentaires radian et stéradian, qui deviennent des unités dérivées[44].
- 21e (1999) - Réflexion en vue d'une nouvelle définition de l'unité de masse à l'aide de constantes fondamentales[45] ; réflexion en vue d'une extension de l'échelle internationale de température aux basses températures (en dessous de 0,65 K)[46] ; adoption du katal comme unité de mesure de l'activité catalytique[47].
- 22e (2003) - Réaffirmation de la virgule et du point décimal comme séparateurs décimaux[48].
- 23e (2007) - Clarification de la définition du kelvin[49].
- 24e (2011) - Révision de la mise en pratique de la définition du mètre[50] et adoption d'un système de référence terrestre (géodésique) commun[51].
- 25e (2014) - Redéfinition à venir du Système d'unités (SI)[52],[53],[54].
- 26e (13-16 novembre 2018) - Redéfinition de quatre des sept unités de base du Système international d’unités (SI) : le kilogramme, l'ampère, le kelvin et la mole[55],[56],[57] et reformulation des autres définitions. Révision des valeurs de quatre constantes fondamentales de la physique [note 1].
- 27e (15-18 novembre 2022) - Introduction de nouveaux préfixes : ronna (R) pour 1027, quetta (Q) pour 1030, ronto (r) pour 10−27 et quecto (q) pour 10−30.